# Макенго, Жан-Виктор
Жан-Виктор Макенго (фр. Jean-Victor Makengo; родился 12 июня 1998 года, Этамп, Франция) — французский футболист конголезского происхождения, полузащитник клуба «Лорьян».

## Клубная карьера

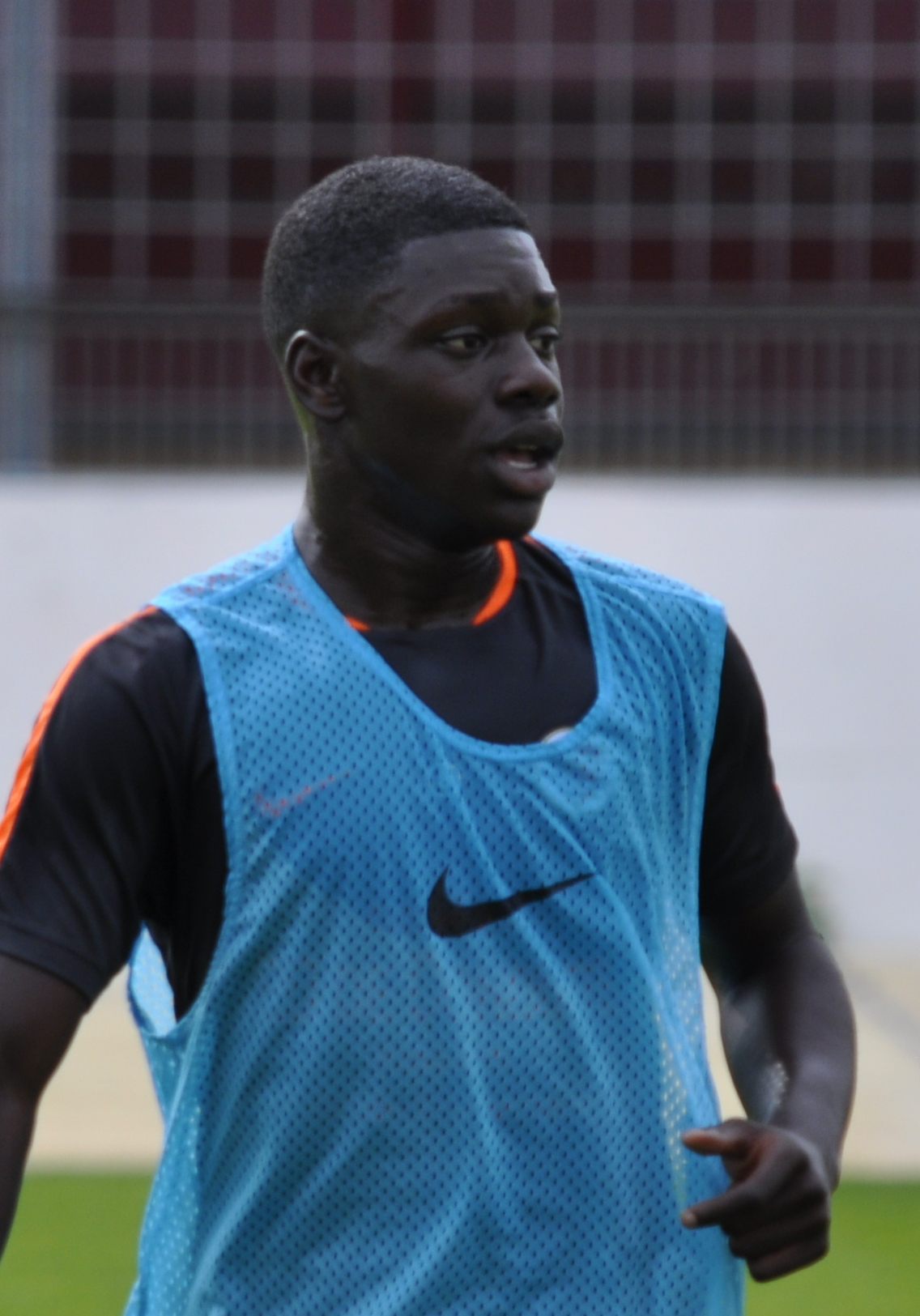
Макенго в составе «Кана»

Макенго — воспитанник клуба «Кан». 29 ноября 2015 года в матче против «Бордо» он дебютировал за последний в Лиге 1, заменив во втором тайме Жонатана Делапласа. В начале 2017 года клуб продлил контракт с Макенгой до 2021 года.
Летом того же года Жан-Виктор перешёл в «Ниццу». 5 августа в матче против «Сент-Этьена» он дебютировал за новую команду. 25 сентября 2018 года в поединке против «Нанта» Жан-Виктор забил свой первый гол за «Ниццу».
Летом 2019 года Макенго на правах аренды перешёл в «Тулузу». 10 августа в матче против «Бреста» он дебютировал за новую команду. 17 августа в поединке против «Дижона» Жан-Виктор забил свой первый гол за «Тулузу». Летом 2020 года Макенго перешёл в итальянский «Удинезе», подписав контракт на 5 лет. Сумма трансфера составила 3,5 млн. евро. 18 октября в матче против «Пармы» он дебютировал в итальянской Серии A. 18 декабря 2021 года в поединке против «Кальяри» Жан-Виктор забил свой первый гол за «Удинезе».
30 января 2023 года Макенго заключил контракт с французским клубом «Лорьян» на 4,5 года.

## Международная карьера
В 2015 году Макенго в составе юношеской сборной стал победителем юношеского чемпионата Европы в Болгарии. На турнире он сыграл в матчах против команд Греции, России, Италии, Бельгии и Германии.

## Достижения
Международные
 Франция (до 17)
- Юношеский чемпионат Европы — 2015